# Christian Gizewski
Christian Gizewski (* 2. Januar 1941 in Lengerich; † 22. Dezember 2019 in Berlin) war ein deutscher Althistoriker.

## Leben
Christian Gizewski wurde als Sohn eines Pfarrers geboren, der an psychiatrisch-neurologischen Krankenhäusern in Westfalen wirkte. In Ibbenbüren besuchte er den altsprachlichen Zweig des Gymnasiums. Danach studierte er Rechtswissenschaft und als Nebenfächer Klassische Philologie, Geschichte, Philosophie, Soziologie und Psychologie an der Universität Münster und an der Freien Universität Berlin. Daran schloss sich eine praktische Juristenausbildung und eine Tätigkeit als Jurist im Hochschulverwaltungsdienst an. 
Anschließend studierte Gizewski erneut, diesmal Geschichte im Hauptfach. 1977 promovierte er bei Werner Dahlheim und Hans Poser zum Thema Kategorien- und Methodenprobleme eines systemtheoretischen Ansatzes in der Alten Geschichte. 1985 folgte die Habilitation, erneut betreut von Dahlheim sowie Rolf Rilinger, Ernst Pitz und Dieter Simon, für das Fach Alte Geschichte mit der Arbeit Zur Normativität und Struktur der Verfassungsverhältnisse in der späteren römischen Kaiserzeit. Seitdem lehrte Gizewski als nicht-beamteter Hochschullehrer, zunächst als Privatdozent, seit Juli 2000 als außerplanmäßiger Professor an der TU Berlin, zeitweilig auch als Gastdozent an der Universität Potsdam. Nebenher arbeitete Gizewski einige Jahre lang auch als Rechtsanwalt.
Außer mit der Allgemeingeschichte des Altertums und dessen Wirkungsgeschichte in nachantiken Epochen bis hin zur Gegenwart beschäftigte sich Gizewski vor allem mit der Geschichte, den Strukturen und Theorien in der Alten Geschichte, ferner mit Projekten wissenschaftlich fundierter außeruniversitärer geschichtswissenschaftlicher und politischer Bildung für Erwachsene sowie mit dem Einsatz der modernen Medien, insbesondere des Internets, für derartige Zwecke. Dazu betreute er das von ihm als verantwortlichem Herausgeber begründete komplexe Projekt AGiW – Alte Geschichte im WWW in ständiger Fortentwicklung seiner verschiedenartigen Sparten und Themen. Ferner trat er dort als Interessenvertreter für die Belange anstellungsloser hochqualifizierter Wissenschaftler und in anderen wissenschaftsnahen politischen Fragen auf.
Im Sommersemester 2011 stellte Gizewski im Rahmen einer Lehrveranstaltung Unterwerfung, Unterdrückung, Vertreibung, Versklavung und Vernichtung von Völkern in der Geschichte der Altertumshochkulturen eine Kopie von Adolf Hitlers Mein Kampf auf die von ihm als Hochschullehrer der TU Berlin gestaltete Webseite Alte Geschichte im WWW. Die Datei wurde von der dafür nicht zuständigen Zentralverwaltung der TU Berlin ohne Prüfung der rechtlichen Grundlagen und auf bloße Intervention des bayrischen Finanzministeriums entnommen beziehungsweise umgehend wieder gelöscht. Daraufhin begann Gizewski eine rechtsgrundsätzliche Auseinandersetzung über die Wissenschaftsfreiheit mit seiner Universität.

## Schriften
- Kategorien- und Methodenprobleme eines systemtheoretischen Ansatzes in der Alten Geschichte, erörtert an Sozialsystemen, Texten und geistigen Strömungen des zweiten nachchristlichen Jahrhunderts (Dissertation), Berlin 1977, OCLC 630881605
- Zur Normativität und Struktur der Verfassungsverhältnisse in der späteren römischen Kaiserzeit (Habilitation), Beck, München 1988 (Münchener Beiträge zur Papyrusforschung und antiken Rechtsgeschichte, H. 81) ISBN 3-406-32437-1

## Internetpublikationen
- Alte Geschichte im WWW [AGiW]. Experimentelles WWW-Projekt für wissenschaftliche Lehre, Publikation, Diskussion und Nachrichten auf dem Gebiet der Alten Geschichte. Mit zahlreichen wissenschaftlichen Publikationen und ausgearbeiteten Lehrveranstaltungsskripten. Standort: ZRZ der TU Berlin